# Thomas de Witt († 1645)
Thomas de Witt (* in Dordrecht; † 18. Januar 1645 ebenda) war ein Dordrechter Patrizier und Regent. Er entstammte dem Geschlecht De Witt.

## Biografie
Geboren als Sohn des Nicolaas de Witt (1553–1621), Ratsherr und Schepen von Dordrecht, und der Michaëlia van Loon, wurde Thomas im Jahre 1630 erstmals zum Schepen der Stadt Dordrecht benannt. Als Bürgermeister der Stadt war er in den Jahren 1638, 1642 und 1643 im Amt. Zu dieser Zeit war er auch als Bewindhebber der Amsterdamer Kammer der Niederländischen Ostindien-Kompanie tätig. Aus seiner Ehe mit Jacomina Thibauts entsprangen vier Kinder.